# NGC 4618
NGC 4618 (również IC 3667, PGC 42575, UGC 7853 lub Arp 23) – magellaniczna galaktyka spiralna z poprzeczką (SBm), znajdująca się w gwiazdozbiorze Psów Gończych. Odkrył ją William Herschel 9 kwietnia 1787 roku.

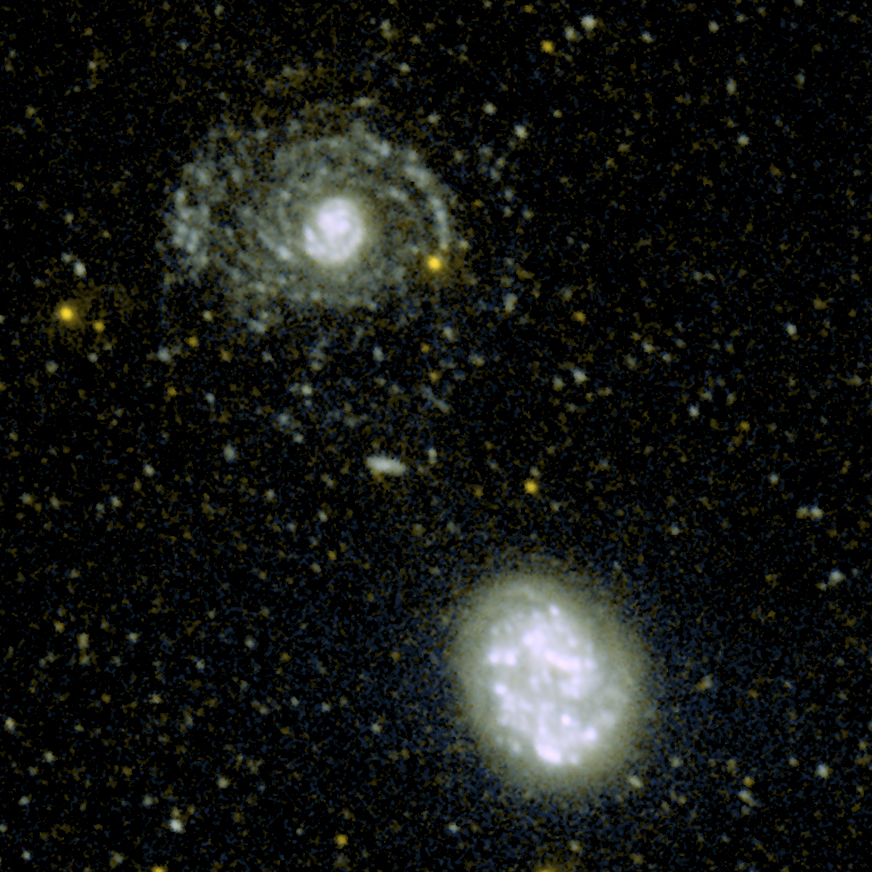
NGC 4618 (u dołu) i NGC 4625 na zdjęciu z teleskopu kosmicznego GALEX

Oddziałuje grawitacyjnie z sąsiednią NGC 4625.
W NGC 4618 zaobserwowano supernową SN 1985F.